# Mesochorus modestus
Mesochorus modestus är en stekelart som beskrevs av Dasch 1974. Mesochorus modestus ingår i släktet Mesochorus och familjen brokparasitsteklar. Inga underarter finns listade i Catalogue of Life.